# Rode moerbei
De rode moerbei (Morus rubra) is een plant uit de moerbeifamilie (Moraceae). De soort komt van nature voor in het oosten van de Verenigde Staten, van het uiterste zuiden van Ontario en Vermont tot in het zuiden in Florida en in het westen tot in het zuidoosten van South Dakota en het midden van Texas. De rode moerbei staat in Canada op de lijst van bedreigde plantensoorten.

## Kenmerken
Het is een bladverliezende boom, die tot 20 m hoog kan worden met een stam, die tot 50 cm dik kan worden. De afwisselend geplaatste, enkelvoudige bladeren zijn 7-14 × 6-12 cm groot, breed hartvormig met een ondiepe inkeping aan de basis, ongelobd bij volgroeide bomen, vaak met twee tot drie lobben bij jonge bomen en met een fijne zaagrand.
De vrucht is een vruchtverband van meerdere kleine bolletjes en lijkt op een braam. De vrucht is 2-3 cm groot en rijpt via rood naar donkerpaars. De vruchten zijn eetbaar en smaken zoet-aromatisch. De vruchten kunnen verwerkt worden in taartvullingen, jam en gelei.